# الی تمپوسی
الکساندرا لیه تمپوسی (انگلیسی: Alexandra Leah Tamposi; زادهٔ ۱۷ نوامبر ۱۹۸۹) خواننده و ترانه‌پرداز آمریکایی است. او بیشتر به خاطر همکاری در ترانه‌سرایی «قوی‌تر (چیزی که تو رو نمی‌کشه)» از کلی کلارکسون، «بگذار دوستت داشته باشم» از دی‌جی اسنیک با همکاری جاستین بیبر، «هاوانا» از کامیلا کبیو با همکاری یانگ تاگ، «سینوریتا» از کامیلا کبیو با همکاری شان مندز و «دلم را بشکن» از دوآ لیپا شناخته می‌شود.